# Cheilotrichia perrata
Cheilotrichia perrata är en tvåvingeart som först beskrevs av Alexander 1932.  Cheilotrichia perrata ingår i släktet Cheilotrichia och familjen småharkrankar. Inga underarter finns listade i Catalogue of Life.